# Pattinaggio di velocità ai XXIV Giochi olimpici invernali - 1500 m maschile
La gara dei 1500 metri maschile di pattinaggio di velocità dei XXIV Giochi olimpici invernali di Pechino è stata disputata l'8 febbraio 2022 sulla pista del National Speed Skating Oval a partire dalle ore 18:30 (UTC+8). Vi hanno partecipato 29 atleti provenienti da 14 nazioni.
La competizione è stata vinta dal pattinatore olandese Kjeld Nuis, mentre l'argento e il bronzo sono andati rispettivamente al connazionale Thomas Krol e al sudcoreano Kim Min-seok.

## Record
Prima della competizione il record del mondo e il record olimpico erano i seguenti:
| Record mondiale | 1'40"17 | Kjeld Nuis Paesi Bassi  | 10 marzo 2019 Salt Lake City, Stati Uniti    |
| Record olimpico | 1'43"95 | Derek Parra Stati Uniti | 19 febbraio 2002 Salt Lake City, Stati Uniti |

Durante la competizione è stato battuto il seguente record:
| Data       | Evento      | Atleta      | Nazione     | Tempo   | Record          |
| ---------- | ----------- | ----------- | ----------- | ------- | --------------- |
| 8 febbraio | Batteria 10 | Thomas Krol | Paesi Bassi | 1'43"55 | Record olimpico |
| 8 febbraio | Batteria 11 | Kjeld Nuis  | Paesi Bassi | 1'43"21 | Record olimpico |

## Risultati
| Pos.    | Batteria | Corsia | Atleta                   | Nazione       | Tempo   | Distacco | Note            |
| ------- | -------- | ------ | ------------------------ | ------------- | ------- | -------- | --------------- |
| Oro     | 11       | O      | Kjeld Nuis               | Paesi Bassi   | 1'43"21 | -        | Record olimpico |
| Argento | 10       | I      | Thomas Krol              | Paesi Bassi   | 1'43"55 | +0"34    |                 |
| Bronzo  | 11       | I      | Kim Min-seok             | Corea del Sud | 1'44"24 | +1"03    |                 |
| 4       | 10       | O      | Peder Kongshaug          | Norvegia      | 1'44"39 | +1"18    |                 |
| 5       | 15       | O      | Connor Howe              | Canada        | 1'44"86 | +1"65    |                 |
| 6       | 13       | O      | Joey Mantia              | Stati Uniti   | 1'45"26 | +2"05    |                 |
| 7       | 14       | O      | Ning Zhongyan            | Cina          | 1'45"28 | +2"07    |                 |
| 8       | 9        | O      | Sergej Trofimov          | ROC           | 1'45"32 | +2"11    |                 |
| 9       | 4        | O      | Marcel Bosker            | Paesi Bassi   | 1'45"42 | +2"21    |                 |
| 10      | 13       | I      | Seitaro Ichinohe         | Giappone      | 1'45"53 | +2"32    |                 |
| 11      | 9        | I      | Emery Lehman             | Stati Uniti   | 1'45"78 | +2"57    |                 |
| 12      | 15       | I      | Allan Dahl Johansson     | Norvegia      | 1'45"81 | +2"60    |                 |
| 13      | 12       | O      | Bart Swings              | Belgio        | 1'45"82 | +2"61    |                 |
| 14      | 7        | I      | Daniil Aldoškin          | ROC           | 1'46"33 | +3"12    |                 |
| 15      | 3        | I      | Ruslan Zacharov          | ROC           | 1'46"46 | +3"25    |                 |
| 16      | 12       | I      | Kristian Ulekleiv        | Norvegia      | 1'46"56 | +3"35    |                 |
| 17      | 14       | I      | Takuro Oda               | Giappone      | 1'46"60 | +3"39    |                 |
| 18      | 5        | I      | Dmitriy Morozov          | Kazakistan    | 1'47"01 | +3"80    |                 |
| 19      | 4        | I      | Cornelius Kersten        | Gran Bretagna | 1'47"11 | +3"90    |                 |
| 20      | 6        | O      | Wang Haotian             | Canada        | 1'47"13 | +3"92    |                 |
| 21      | 3        | O      | Park Seong-hyeon         | Corea del Sud | 1'47"59 | +4"38    |                 |
| 22      | 8        | O      | Tyson Langelaar          | Canada        | 1'47"81 | +4"60    |                 |
| 23      | 2        | O      | Antoine Gélinas-Beaulieu | Canada        | 1'48"00 | +4"79    |                 |
| 24      | 2        | I      | Haralds Silovs           | Lettonia      | 1'48"24 | +5"03    |                 |
| 25      | 6        | I      | Alessio Trentini         | Italia        | 1'48"33 | +5"12    |                 |
| 26      | 1        | I      | Peter Michael            | Nuova Zelanda | 1'48"68 | +5"47    |                 |
| 27      | 5        | O      | Lian Ziwen               | Cina          | 1'49"15 | +5"94    |                 |
| 28      | 7        | O      | Casey Dawson             | Stati Uniti   | 1'49"45 | +6"24    |                 |
| 29      | 8        | I      | Mathias Vosté            | Belgio        | 1'49"93 | +6"72    |                 |